# Rhyssemus infidus
Rhyssemus infidus är en skalbaggsart som beskrevs av Riccardo Pittino 1984. Rhyssemus infidus ingår i släktet Rhyssemus och familjen Aphodiidae. Inga underarter finns listade i Catalogue of Life.